# استخوان‌های مچ پا

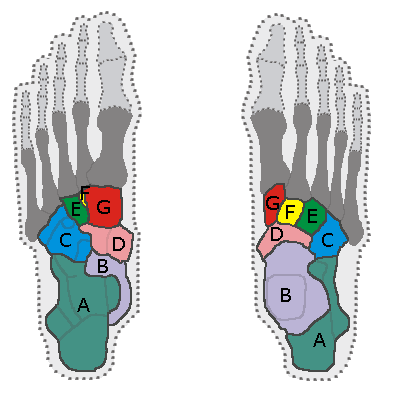
A = استخوان پاشنه، B = قاپ، C = تاسی، D = ناوسان، E = میخی خارجی، F = میخی میانی، G = میخی داخلی

استخوان‌های مچ پا (به انگلیسی: Tarsus) متشکل از هفت استخوان است که به نام‌های پاشنه (کالکانئوس)، قاپ (تالوس)، ناوسان (ناویکولار)، تاسی (کوبوئید) و میخی‌های (کونئیفرم) داخلی، میانی، و خارجی موسومند.
استخوان‌های مچ پا را مچ‌پایی (تارسال) و استخوان‌های کف پا را کف‌پایی (متاتارسال) می‌نامند.

## کالبدشناسی
مفصل مچ پا همان قوزک بین سر انتهایی استخوان‌های درشت‌نی، نازک‌نی و استخوان قاپ قرار گرفته‌است.
استخوان قاپ با دو استخوان مجاور خود یعنی پاشنه و ناوی مفصل می‌شود؛ که وظیفه انتقال وزن بدن را برعهده دارند.
دو استخوان پاشنه و قاپ با هم پشت‌پا hindfoot را تشکیل می‌دهند و پنج استخوان ناوسان navicular، تاسی cuboid و سه استخوان میخی cuneiform با هم میان‌پا Midfoot را تشکیل می‌دهند. استخوانهای کف پا یا متاتارسال پنج استخوان هستند که به پنجه‌ها مفصل می‌شوند. پنجه‌ها همان انگشتان پا هستند که میدتارسال نامیده می‌شوند و از بندها تشکیل شده‌اند
مفاصل ناحیه قسمت میانی مچ پا عبارتنداز: مفصل تالوناویکولار (مفصل قاپی-ناوی)، مفصل کالکانئوکوبویید (مفصل پاشنه ای-مکعبی)، مفصل کونئوناویکولار (مفصل میخی-ناوی)، مفصل اینترکونئیفورم (مفصل بین میخی)، مفصل کونئوکوبویید (مفصل میخی-مکعبی) و مفصل کوبوییدوناویکولار (مفصل مکعبی-ناوی)